# Golmayo
Golmayo è un comune spagnolo di 878 abitanti situato nella comunità autonoma di Castiglia e León.